# Clã Anegakōji
O clã Anegakōji (姉小路氏, Anegakōji-shi) foi uma linhagem samurai de descendência direta do clã Fujiwara no século XIV, durante o Período Kamakura.